# Arnis Mednis
Arnis Mednis (født 18. oktober 1961) er en sanger fra Letland. Han vandt Letlands Melodi Grand Prix med sangen "Too Much" og blev nummer 18 i Eurovision Song Contest i 2001 i Danmark. Han har også sunget med FabrikaMT, da de sang Letlands fodboldsang.